# الفرقة الثانية الخفيفة (الفيرماخت)
الفرقة الثانية الخفيفة (يوصف أحيانًا باسم فرقة ميكانيكية خفيفة ) فرقة ميكانيكية تم إنشاؤها في عام 1938 خلال التسلح الألماني. شاركت في غزو بولندا. بعد نهاية الحملة البولندية، تم تحويل الفرقة إلى فرقة بانزر، لتشكيل فرقة بانزر السابعة.

## التاريخ العملياتي

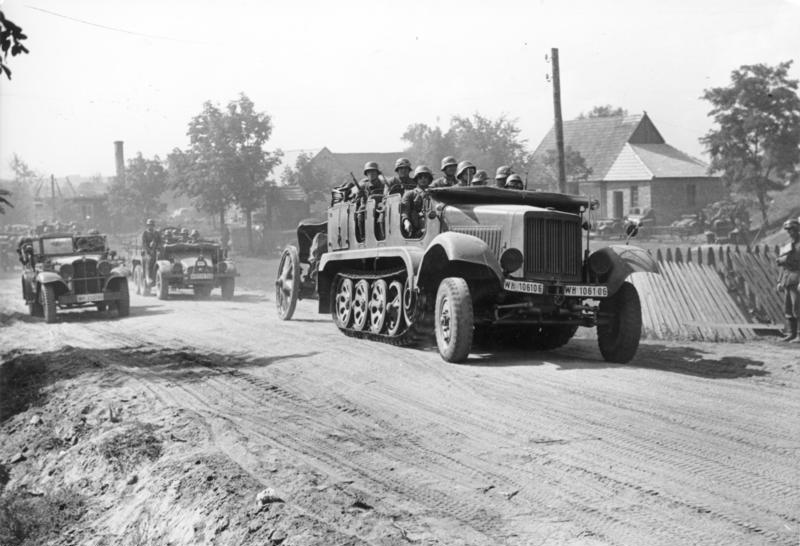
القوات الآلية في بداية غزو بولندا

تم إنشاء الفرقة الثانية الخفيفة في 10 نوفمبر 1938 من منطقة تورينجيا.  تم إنشاء الفرق الخفيفة تحت تحريض من سلاح الفرسان في الجيش الألماني، الذين كانوا يخشون أن يتم الاستيلاء على أدوارهم الكشفية والفرزية من قبل سلاح المدرعات. تم تصميم الفرقة لتوفير التنقل وبعض الحماية المدرعة لقواتها، وكانت تتألف من فوج الفرسان الميكانيكي السادس والسابع، وفوج الاستطلاع السابع، وكتيبة بانزر 66. وقد تم دعم هذه من قبل فوج المدفعية 78، كتيبة المهندسين 58 وكتيبة 42 المضادة للدبابات.  تم تجهيز كتيبة بانزر الفردية الخاصة بها بدبابات التدريب بانزر الأول ودبابات الإنتاج المؤقت بانتزر 2. كانت هاتان المركبتين الصغيرتين مسلحتين بأسلحة خفيفة ودروع خفيفة. في عام 1939 كانت الفرقة جزءًا من الجيش الألماني العاشر أثناء غزو بولندا.

### اقتباسات
1. ↑  Tessin 1965.
2. ↑  Mitcham 2001.

### قائمة المراجع
- Mitcham ، Samuel The Panzer Legions: دليل لأقسام دبابات الجيش الألماني في الحرب العالمية الثانية وقادتهم Westport ، Conn. مطبعة جرينوود ، 2001.
- ستولفي ، راسل تحيز للعمل: شعبة بانزر السابعة الألمانية في فرنسا وروسيا 1940-1941 جامعة مشاة البحرية ، كوانتيكو ، فرجينيا ، 1991.
- شيمون داتنر (1974). Zbrodnie Wehrmachtu (جرائم الفيرماخت)
- Tessin, Georg (1965). Die Landstreitkräfte 1–5 [Ground forces 1–5] (بالألمانية). Frankfurt/Main: E.S. Mittler. pp. 106–107. {{استشهاد بكتاب}}: |عمل= تُجوهل (help)